# ويليام إتش اندروز
ويليام إتش اندروز (بالإنجليزية: William H. Andrews)‏ هو عالم أحياء أمريكي، ولد في 10 ديسمبر 1951 في ساغيناو في الولايات المتحدة.

## وصلات خارجية
- ويليام إتش اندروز على موقع IMDb (الإنجليزية)